# Lagtingets erhvervsudvalg
Lagtingets erhvervsudvalg (færøsk: Vinnunevndin) er det fagudvalg, der behandler sager indenfor fiskeri, havbrug, industri, fiskeopdræt, landbrug, miljø, samfærdsel, kommunikation, energi, olieudvinding, handel (herunder også aktieselskaber, registreringer osv.) i Lagtinget. I 1990erne blev en række komiteer slået sammen med Industriudvalget, som derefter blev til det nuværende erhvervsudvalg. I dag har udvalget syv medlemmer.

## Medlemmer
Medlemmer i perioden 2015–2019:
- Bjarni Hammer, (JF) formand
- Bárður Kass Nielsen (SF)
- Bjørt Samuelsen (T)
- Magni Arge (T)
- Jákup Mikkelsen (FF)
- Jørgen Niclasen (FF)
- Bjørn Kalsø (SB)

Medlemmer i perioden 2011–2015:
- Alfred Olsen (SB), formand
- Bjørt Samuelsen (T), næstformand
- Hanus Samró (FF)
- Jógvan Skorheim (SF)
- Aksel V. Johannesen (JF)
- Bjarni Djurholm (FF)
- Janus Rein (F)

## Formænd
- 2021- Bjarni Hammer (JF)
- 2019-2021 Bjørt Samuelsen (T)
- 2017-2019 Bjørt Samuelsen (T)
- 2015-2017 Bjarni Hammer (JF)
- Alfred Olsen (SB) 2011–2015
- Eyðgunn Samuelsen (JF) 2008–2011
- Henrik Old (JF) 2004–2008
- Heini O. Heinesen (TF) 1998–2004
- Henrik Old (JF) 1995–1998